# Kerivoula argentata
Kerivoula argentata (Tomes, 1861) è un pipistrello della famiglia dei Vespertilionidi diffuso in Africa centrale, Africa orientale, Africa meridionale,

## Descrizione

### Dimensioni
Pipistrello di piccole dimensioni, con la lunghezza totale tra 74 e 102 mm, la lunghezza dell'avambraccio tra 28 e 39 mm, la lunghezza della coda tra 40 e 52 mm, la lunghezza del piede tra 10 e 11 mm, la lunghezza delle orecchie tra 11 e 15 mm e un peso fino a 10,5 g.

### Aspetto
La pelliccia è lunga, lanosa, arricciata e si estende sulla superficie dorsale degli avambracci e delle zampe. Le parti dorsali sono bruno-rossastre brillanti con dei riflessi argentati e la punta dei peli spesso bianca o argentata, mentre le parti ventrali sono color crema o biancastre. Il muso è lungo, stretto, appiattito e nascosto nel denso pelame facciale. Gli occhi sono piccolissimi. Le orecchie sono ben separate, a forma di imbuto e con una concavità sul bordo posteriore appena sotto l'estremità appuntita. Il trago è lungo, stretto, affusolato e con un piccolo incavo alla base. Le membrane alari sono marroni chiare e semi-trasparenti. La lunga coda è completamente inclusa nell'ampio uropatagio, il quale ha il margine libero frangiato con peli uncinati disposti a pettine. 

### Ecolocazione
Emette ultrasuoni a bassa intensità con impulsi di breve durata a frequenza modulata iniziale di 120 kHz, finale di 85 kHz e massima energia tra 90 e 118 kHz.

## Biologia

### Comportamento
Si rifugia singolarmente, a coppie od in gruppi fino a 5 individui nei nidi di tessitori, in cumuli di foglie morte, tra le cortecce esfoliate degli alberi e sotto i tetti di capanne. La pelliccia brizzolata fornisce una efficiente mimetizzazione durante il riposo, talvolta somigliando a nidi di vespe attaccati ai soffitti.

### Alimentazione
Si nutre di insetti catturati vicino al suolo nella densa vegetazione. Probabilmente è specializzata nella cattura di ragni.

## Distribuzione e habitat
Questa specie è diffusa nell'Africa centrale dalla Repubblica Democratica del Congo centrale, attraverso tutta l'Africa orientale fino al Sudafrica nord-orientale.
Vive nelle foreste sempreverdi, foreste ripariali e savane alberate secche ed umide.

## Tassonomia
Sono state riconosciute 3 sottospecie:
- K.a.argentata: Kenya sud-occidentale, Tanzania meridionale, Repubblica Democratica del Congo centrale e meridionale, Angola centrale, Namibia settentrionale, Zambia, Malawi;
- K.a.nidicola (Kirk, 1865): Mozambico centro-occidentale;
- K.a.zuluensis (Roberts, 1924): Zimbabwe, Mozambico meridionale, provincia sudafricana del KwaZulu-Natal.

## Conservazione
La IUCN Red List, considerato il vasto areale e la popolazione presumibilmente numerosa, classifica K.argentata come specie a rischio minimo (Least Concern)).